# Inbus U210
L’Inbus U210, noto in seguito come Inbus U210FT e poi Bredabus mod. Inbus U210, è un modello di autobus e autosnodato realizzato dal consorzio Inbus e poi da Bredabus tra il 1979 e il 1993. Ne è derivata anche una versione filoviaria, denominata F140, realizzata per la rete filoviaria di Cagliari.

## Storia
L'Inbus U210 vede la luce alla fine degli anni '70, nell'ambito di una nuova generazione di autobus urbani. Nel 1976 vennero infatti stabiliti, da parte della Federtrasporti e dall'ANFIA, gli standard per la costruzione di autobus urbani rispondenti alle mutate esigenze delle aziende. Erano in particolare richiesti autobus dalla maggiore capienza, accessibilità ed economia di marcia. Basato sul prototipo A40 disegnato da Giovanni Klaus Koenig e realizzato da Breda nel 1976, l'Inbus U210 viene realizzato inizialmente sul telaio Siccar 176L.
Nel 1984 furono commercializzate anche una versione da 10,5 metri e autosnodata da 18 metri mentre la versione da 12 metri fu rivista e aggiornata ai vincoli di finanziabilità Federtrasporti del 1984: nacque quindi il modello U210FT, ora costruito sul telaio Siccar 177 (quest'ultimo in realtà già in costruzione dal 1981). La produzione del modello proseguì anche dopo la cessazione del consorzio Inbus nel 1987 ad opera di Bredabus con marchio Bredabus mod. Inbus.

## Caratteristiche
Il mezzo fu reso disponibile in tre versioni da 10,5 metri (U210 FT-N), 12 metri e autosnodata da 18 metri (AU280FT), tutte equipaggiate con un motore FIAT 8200.13 (comune anche tra gli altri autobus del periodo come il Fiat 470 o il Menarini Monocar 201) erogante oltre 200 cavalli e posto in posizione posteriore. I vari modelli sono stati commercializzati con diverse carrozzerie realizzate dalle consorziate Breda, De Simon e Sicca.

### Versioni

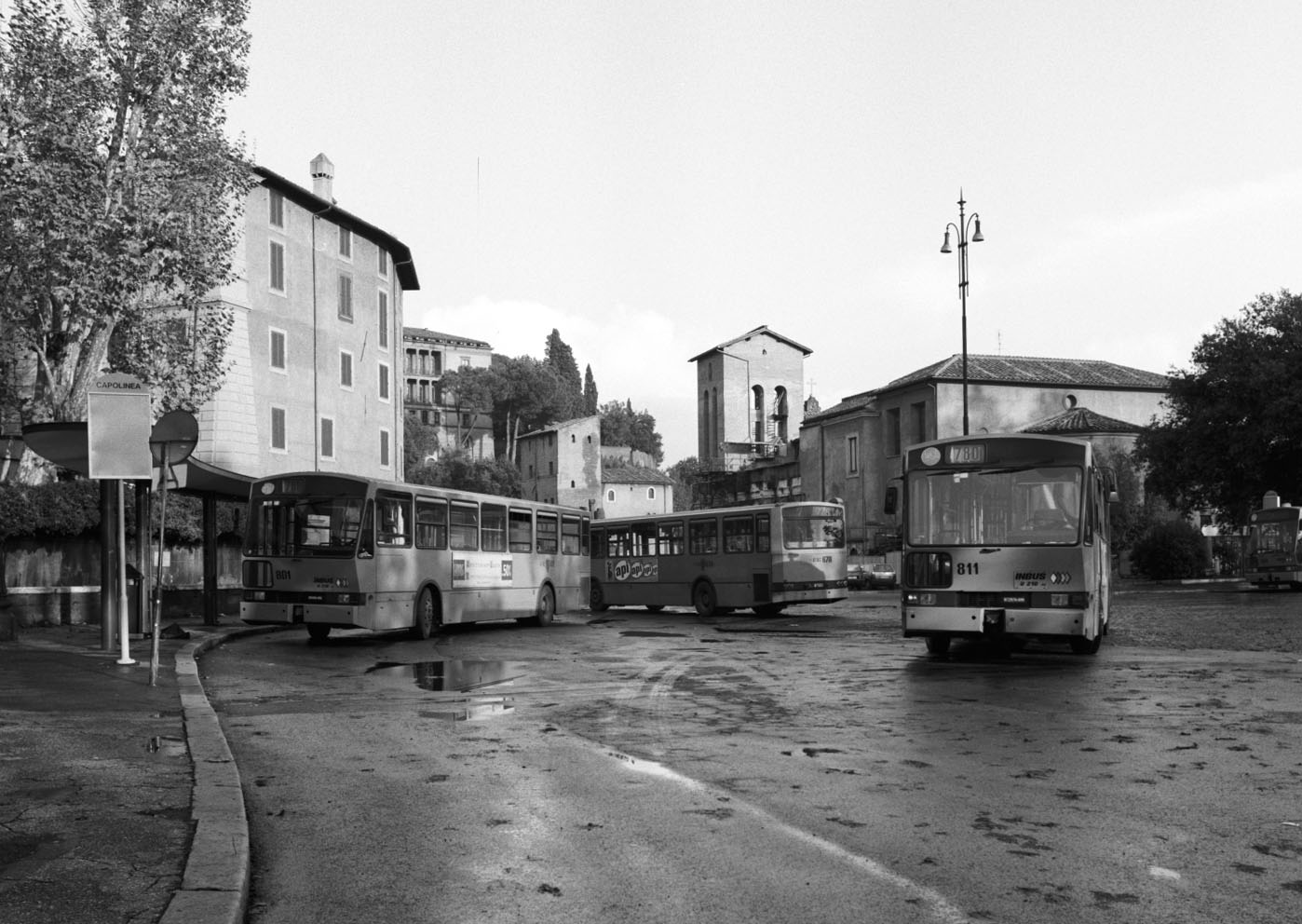
Inbus U210 di ATAC in servizio sulla linea 780 in piazza di Monte Savello a Roma nel 1991

#### Inbus U210
- Produzione: dal 1979 al 1984
- Lunghezza: 12 metri
- Alimentazione: Gasolio, Filobus (F140)
- Allestimento: Urbano, Suburbano (S210)
- Porte: 2, 3, 4 rototraslanti o a libro

#### Inbus U210FT
- Produzione: dal 1984 al 1989
- Lunghezza: 12 metri
- Alimentazione: Gasolio
- Allestimento: Urbano, Suburbano (S210FT), Interurbano derivato (I210FT)
- Porte: 2, 3, 4 rototraslanti, a libro o ad espulsione (solo I210FT)

#### Inbus U210FT-N
- Produzione: dal 1984 al 1989
- Lunghezza: 10.5 metri
- Alimentazione: Gasolio
- Allestimento: Urbano, Suburbano (S210FT-N), Interurbano derivato (I210FT-N)
- Porte: 2 o 3, rototraslanti, a libro o ad espulsione (solo I210FT-N)

#### Inbus AU280FT
- Produzione: dal 1984 al 1989
- Lunghezza: 18 metri (autosnodato)
- Alimentazione: Gasolio
- Allestimento: Urbano, Suburbano (AS280FT), Interurbano derivato (AID280FT)
- Porte: 3 o 4, rototraslanti o a libro

## Diffusione
Il mezzo ebbe una discreta diffusione concentrata in Italia, dove i maggiori quantitativi furono acquistati in prima battuta da ATM di Milano, che a partire dal 1982 ne ricevette circa 290, e ATAC di Roma, che tra il 1980 e il 1989 ne ordinò circa 680 esemplari. Altri clienti delle varie versioni del mezzo furono Cotral, che ne acquistò circa 200 esemplari tra il 1978 e il 1984 (a cui si aggiunsero due esemplari ceduti da ATAC nel 1989), ATAF di Firenze, ACTT di Treviso, ATAN di Napoli, AMT di Verona, AMT Catania, ACT di Trieste e ACT di Cagliari; quest'ultima, in particolare, fu committente ed unica utilizzatrice della versione filoviaria F140. Alcune vetture hanno poi proseguito il loro servizio in diversi paesi in via di sviluppo tra cui Albania, Repubblica Democratica del Congo, Ghana, Niger e Russia, dove sono stati impiegati presso MPTE di Kaliningrad.
Diversi esemplari sono stati conservati come veicoli storici, in particolare: un Inbus AS280FT del 1986 (matricola 88 di APTV Verona) e un Inbus U210 del 1978 (matricola 241 di Trieste Trasporti) presso Inbus Club; un Inbus U210 del 1980 (matricola 102 di ACTT Treviso) e un Bredabus mod. Inbus S210FT del 1989 (matricola 9030 Cotral) presso FITRAM.